# Bataille de la Winwæd
La bataille de la Winwaed a lieu le 15 novembre 655 (ou 654) entre les rois Penda de Mercie et Oswiu de Northumbrie, avec comme résultat la défaite des Merciens et la mort de Penda.

## Historique
Décrite comme la bataille la plus importante entre les Anglo-Saxons du nord et du sud, elle est pourtant très mal connue. Les deux armées se sont affrontées au bord d'une rivière nommée Winwaed, mais elle n'a jamais été identifiée de manière sûre. Il existe de bonnes raisons de croire qu'il puisse s'agir de la rivière Cock Beck (en), dans l'ancien royaume d'Elmet (dans le Yorkshire de l'Ouest). Il se peut aussi qu'il s'agisse de la rivière Went, au nord de Doncaster.
L'origine de la bataille est la domination de l'Angleterre par Penda de Mercie, domination atteinte à travers plusieurs victoires, notamment sur l'ancienne puissance dominante de la région, la Northumbrie. Allié par Cadwallon ap Cadfan, roi de Gwynned, Penda bat Edwin de Northumbrie lors de la bataille de Hatfield Chase, en 633, puis Oswald de Northumbrie lors de la bataille de Maserfield, en 642. Cette dernière bataille marque la suprématie des Merciens sur la Northumbrie, qui se divise à nouveau en deux royaumes distincts, Bernicie au nord et Deira au sud ; ce dernier s'allie à Penda et le soutient en 655.

## Bataille
Outre Æthelwald de Deira, Penda est allié avec l'Est-Anglie et les Gallois. Oswiu de Bernicie, frère d'Oswald, est assiégé dans un lieu nommé Iudeu, dans le nord de son propre royaume, par Penda. Il semble qu'Oswiu lui propose un tribut conséquent en échange de la paix, tribut que Penda refuse, selon Bède, car il est déterminé à détruire le peuple d'Oswiu. Le fils d'Oswiu, Ecgfrith aurait même été prisonnier des Merciens. D'autres sources contredisent Bède, indiquant que le trésor aurait été partagé avec les alliés de Penda (ce qui laisse supposer qu'il a été accepté).
Sur le chemin du retour, l'armée de Penda aurait, pour d'obscures raisons, rencontré l'armée d'Oswiu, et aurait combattu sur le bord d'une rivière nommé Winwaed. Oswiu profite peut-être de conditions stratégiques favorables pour pourchasser l'armée de Penda. Il est presque certain que les soldats de Penda sont plus nombreux que ceux d'Oswiu. Selon Bède, Oswiu aurait, avant la bataille, prié Dieu en lui promettant de faire entrer une de ses filles dans les ordres, ainsi que la construction de monastères, s'il était victorieux.
L'armée de Penda est apparemment affaiblie par de nombreuses désertions et l'abandon de Cadwallon ap Cadfan, parti avec son armée, tandis qu'Æthelwald de Deira s'est retiré pour attendre l'issue du combat. La bataille se déroule sous une pluie torrentielle : Bède rapporte qu'il y a « plus de morts noyés par la pluie que de morts tués par l'épée ». Penda est vaincu et tué, de même que son allié Æthelhere d'Est-Anglie.

## Conséquences
La bataille a un effet substantiel sur les positions relatives de la Northumbrie et de la Mercie. La prédominance de la Mercie, née de la bataille de Maserfield, est anéantie, et la domination de la Northumbrie rétablie. Le nord de la Mercie est même annexé par Oswiu, tandis que le sud est laissé à Peada, chrétien et fils de Penda. Cette suprématie de la Northumbrie ne dura cependant que quelques années.
D'autre part, la bataille marque un tournant dans la christianisation des royaumes anglo-saxons : après la mort de son dernier roi païen, la Mercie est convertie, et tous les rois qui règnent dès lors sont chrétiens.

## Sources
- (en) Cet article est partiellement ou en totalité issu de l’article de Wikipédia en anglais intitulé « Battle of the Winwaed » (voir la liste des auteurs).